# Objaw Graefego
Objaw Graefego – patologiczny objaw, opisany w roku 1864 przez Graefego, występujący w chorobie Gravesa-Basedowa. Na skutek zaburzenia współdziałania ruchów górnej powieki i gałki ocznej przy śledzeniu przez chorego obniżającego się przedmiotu (w badaniu lekarskim: palca z odległości około 30 centymetrów) gałka oczna porusza się szybciej od powieki (która nie nadąża za ruchem gałki ocznej), odsłaniając rąbek twardowki między tęczówką a powieką.